# Maria in puerperio

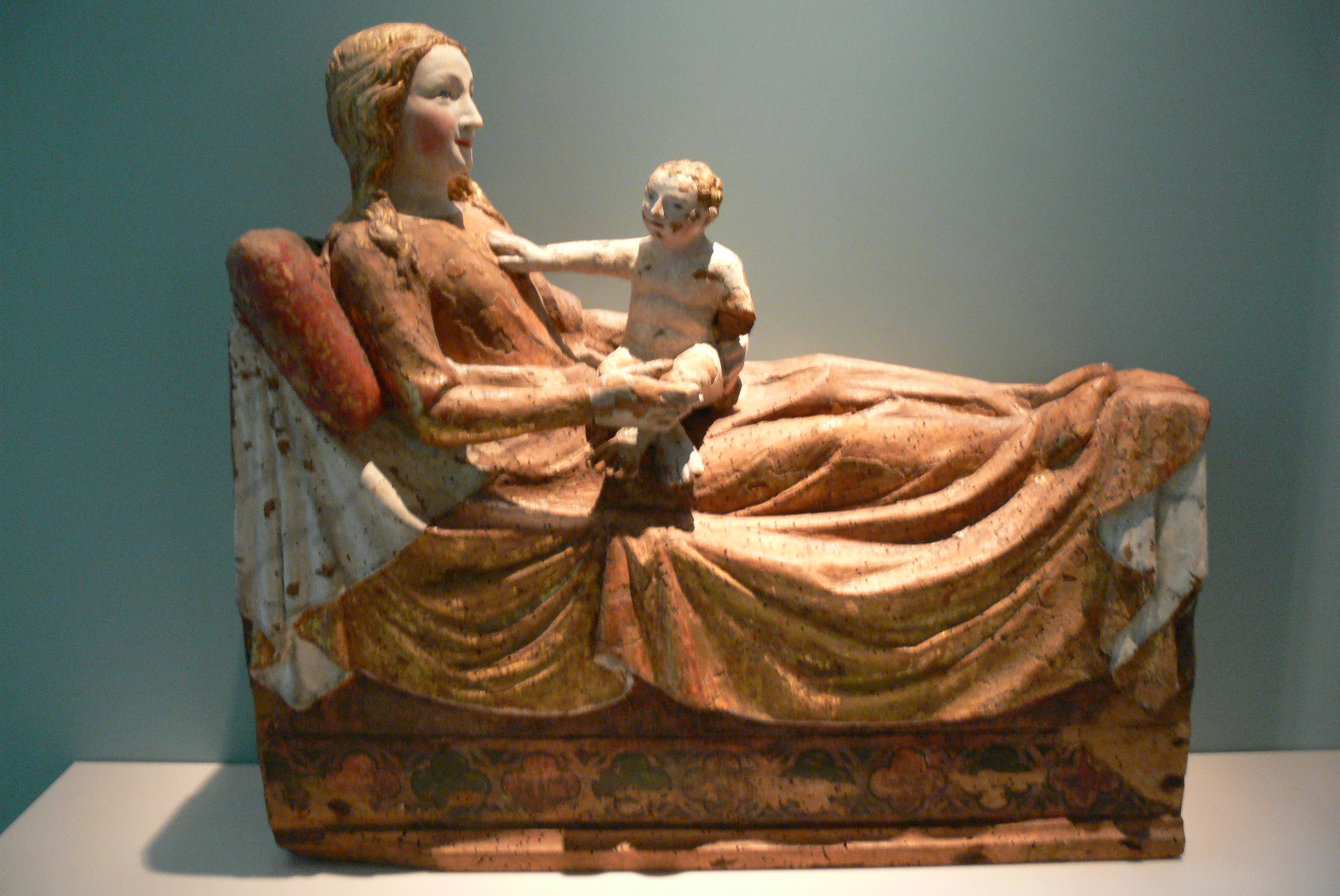
Maria in puerperio, Kolonia lub Dolna Nadrenia około 1330, Norymberga, Germanisches Nationalmuseum

Maria in puerperio (łac. Maria w połogu, w języku niemieckim znany jako Maria im Wochenbett) – ukształtowany w dobie gotyku typ ikonograficzny ukazujący leżącą na łożu połogowym Marię, która opiekuje się nowo narodzonym Dzieciątkiem Jezus. Jest to jedna z odmian ikonografii Bożego Narodzenia, przy czym przez pojęcie Maria in puerperio rozumie się przede wszystkim  autonomiczne, wyłączone z kontekstu, przedstawienie o charakterze dewocyjnym.

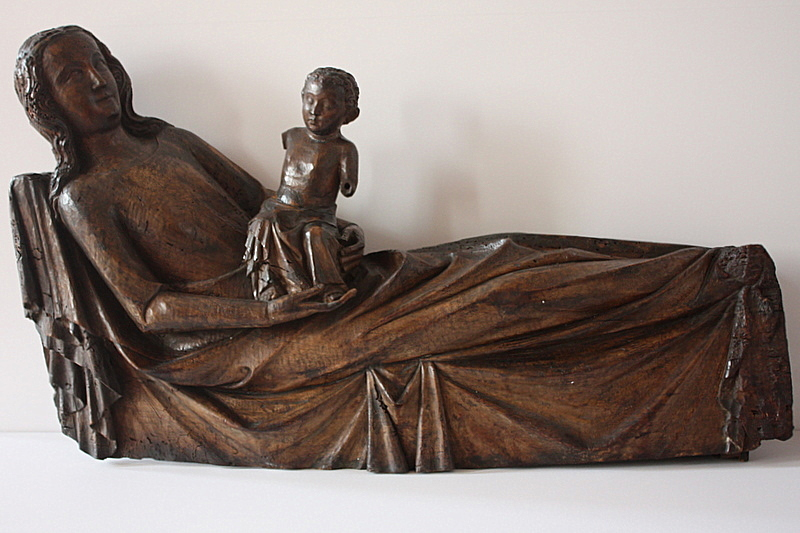
Maria w połogu z Helu, Kolonia około 1350, Gdańsk, Muzeum Narodowe w Gdańsku, Oddział Sztuki Dawnej

Przedstawienia Marii in puerperio cechuje naturalistyczne zobrazowanie narodzin Dzieciątka, będące aluzją do cierpień podczas porodu Marii i radości z Wcielenia, a ponadto zaakcentowanie macierzyńskiej i czułej relacji Marii z Dzieciątkiem, zastąpienie tradycyjnego żłóbka, łożem o ówczesnych formach. Typ ten preferowany był w zakonnej mistyce, głównie w klasztorach żeńskich, gdzie kształtowały się wizje, w których mistyczna unia nabierała charakteru relacji macierzyńskich. Stąd też w sposób bardziej naturalistyczny obrazowano Wcielenie i Boże Narodzenie, prócz wizerunków Marii leżącej na łożu połogowym z Dzieciątkiem lub bez (np. rzeźba z około 1300 w kościele Saint-Julien w Brioude) wykonywano m.in. figurki Marii brzemiennej (Maria gravida) wewnątrz których na wysokości łona umieszczano figurki Dzieciątka Jezus (np. w klasztorze Cysterek koło Panschwitz-Kuckau), kołyski (m.in. w zbiorach Museum Mayer van den Bergh w Antwerpii, Museum Schnütgen w Kolonii) na których kładziono malutkie figurki Jezusa (m.in. figurki z klasztoru Maria Medingen, klasztoru St. Andreas in Sarnen w Szwajcarii, kolekcji Tammaro De Marinis we Florencji, klasztoru Cysterek Notre-Damedu Vivier, Marche-les-Dames, obecnie w Museé des Arts Anciens du Namurois, Namur). Kołyski z figurką Dzieciątka były umieszczane pośród figurek jasełkowych np. Marii, św. Józefa (m.in. z klasztoru Klarysek w Krakowie). Ponadto wyobrażenia Matki Bożej w typie Maria in puerperio były podmiotem kultu wśród położnic. 
Przedstawienia Marii in puerperio należą do rzadkich przedstawień dewocyjnych. Zachowało się niewiele tego typu rzeźbionych kompozycji, głównie na terenie dominium dawnego Świętego Cesarstwa Rzymskiego. Najczęściej były to figury z drewna, lub terakoty powstające głównie w XIV stuleciu. Połowa tego stulecia jest okresem, kiedy najczęściej powstawały tego typu przedstawienia. Do starszych dzieł należy datowana na około 1300 roku Maria w połogu z Dzieciątkiem o nieznanej proweniencji, obecnie w zbiorach Schweizer Landesmuseum w Zurychu. Około 1340 roku powstała kompozycja rzeźbiarska z klasztoru Cysterek w Heggbachin (Badenia-Wirtembergia, około 1340-1350 obecnie w zbiorach monachijskiego Bayrisches Nationalmuseum. Maria na wpół siedzi i opiekuje się leżącym na kolanach Dzieciątkiem. W zbiorach prywatnych w Vechta (Dolna Saksonia) znajduje się datowane na lata około 1330-1340 przedstawienie Marii w połogu karmiącej Dzieciątko, którym towarzyszy święty Józef. Około 1350 powstały Marie w połogu: z klasztoru Benedyktynek w Oesede, (Westfalia), która leży na łożu i karmi piersią przykryte posłaniem Dzieciątko, wykonana najprawdopodobniej w Dolnej Nadrenii polichromowana kompozycja rzeźbiarska ukazująca na wpółleżącą Marię, podtrzymującą Dzieciątko, znajdująca się obecnie w zbiorach norymberskiego Germanisches Nationalmuseum. Najprawdopodobniej z kościoła Mariackiego w Gdańsku pochodzi tzw. Maria w połogu z Helu, według ostatnich badań wykonana przez warsztat koloński, po przejęciu gdańskiej fary przez luteran przeniesiona na Hel (stąd nazwa). Obecnie w zbiorach gdańskiego Muzeum Narodowego. Do późniejszych dzieł zalicza się datowaną na około 1370-1375, Marię w połogu w zbiorach Stiftmuseum w St. Florian.